# Ermita de Sant Blai (l'Aleixar)
Sant Blai és una ermita al terme municipal de l'Aleixar (Baix Camp, Tarragona) a mà dreta de la carretera que puja en direcció a les Muntanyes de Prades.
Té una sola nau, l'altar major és d'estil gòtic modernista, amb el tutelar al mig i als costats. Als murs laterals del presbiteri hi ha dos llenços grans a l'oli que representen les Ànimes al de la dreta i Sant Antoni al de l'esquerra. Aquest darrer va ser retocat el 1766 per Joan Alborná i té sis petits altars laterals. Quant als vitralls, n'hi ha dos idèntics i d'estructura simètrica que lluïen en el cercle central: un la mitra i l'altra possiblement un bàcul.

## Història
Les referències més antigues les proporcionen uns cairons de fusta policromada que en revelen un origen medieval. Ple que fa a documentació, la més antiga és un pergamí de l'any 1341 a través del qual Maria, esposa de Guillem Tost de l'Aleixar, deixa un testament.
L'any 1501 un pergamí ens informa que estava mancada de llum i ornaments i a Tarragona s'autoritza la petició d'almoines per poder dotar-la d'aquests elements. L'any 1655 trobem que en la Memòria dels censos de Sant Martí, Pere Alberich, pagès d'Aleixar, crea un censal de propietat a favor de l'ermita de Sant Blai, i el llibre del Consell el 1678 refereix uns pagaments que la vila ha promès a l'ermità i li adverteixen un any després que la seva filla i el seu gendre visquin a casa seva i no a l'ermita.
Les vicissituds del segle xx van motivar que, després de la Guerra Civil Espanyola, de l'interior de l'ermita no en quedés res i després fos necessari fer una sèrie d'actuacions encaminades a superar-ne les conseqüències: es va dur a terme l'acte simbòlic de reposició de la imatge del sant; es va dotar d'una mesa el 1945 (obra encarregada a l'escultor Modest Gené per a la parròquia i col·locada després a l'ermita); l'any 1953 s'hi celebraren festes solemnes amb ocasió de la restauració; el 1981 es va refer la teulada; el 1983 hi va haver subministrament d'aigua i el 1997 l'ermita es va enrajolar amb pedra natural.